# Ярошик, Иржи
Иржи Ярошик (чеш. Jiří Jarošíkо файле; род. 27 октября 1977[…], Усти-над-Лабем) — чешский футболист, центральный полузащитник. Чемпион четырёх стран — Чехии, России, Англии и Шотландии.

## Биография
В 2003 году стал игроком клуба ЦСКА (Москва). Был куплен армейцами за рекордную тогда для России сумму в $ 3,7 млн. Выступал за клуб до 2005 года и становился чемпионом России 2003 года. Обладатель Суперкубка России 2004 года. В списках 33 лучших футболистов чемпионата России: № 2 (2003, 2004). 30 июня 2003 года сыграл за сборную легионеров чемпионата России.
В 2005 году перешёл в лондонский «Челси» за € 8 млн, а зарплата самого футболиста составила около € 2 млн в год. По итогам сезона чех вместе с командой стал чемпионом Англии, сыграв в 14 матчах за «синих» в английской премьер-лиге. В связи с этим был отдан в аренду в клуб «Бирмингем». За этот английский клуб он забил 5 мячей в 24 матчах, а после того как тот вылетел во второй дивизион, вернулся в Лондон, чтобы тут же перейти в шотландский «Селтик». Ярошик забил в первом же матче за «кельтов». По итогам 2007 года стал чемпионом Шотландии. Вместе с клубом смог пробиться в плей-офф Лиги чемпионов, обыграв в предварительном раунде московский «Спартак».
С февраля 2008 года по декабрь 2009 года выступал за клуб российской премьер-лиги «Крылья Советов» (Самара), который 31 января оформил переход Ярошика из шотландского «Селтика» за € 1 млн и подписал с футболистом двухлетний контракт. 2 мая 2008 года дебютировал в составе «Крыльев» в матче чемпионата России с командой «Амкар», завершившемся победой самарцев 2:0. Будучи игроком самарцев, дал скандальное интервью газете «Спорт-Экспресс», в котором рассказал, что игрокам клуба не выплачивалась заработная плата и премиальные в течение нескольких месяцев, за что был оштрафован клубом на $ 400 тыс. с угрозой разрыва контракта. По окончании сезона покинул самарский клуб, который остался ему должен почти $ 1 млн.
В сезоне 2010/11 Ярошик выступал за «Сарагосу». Но покинул клуб поскольку клуб задолжал ему приблизительно 80 % зарплаты (по мнению испанских СМИ, не менее € 171 тыс.).
12 августа 2011 года футболист подписал контракт с пражской «Спартой» на 2 года с возможностью продления ещё на сезон. Чешский клуб дошёл до 1/16 финала Лиги Европы 2012/13, где уступил бывшему клубу Ярошика и будущему триумфатору турнира — «Челси». Летом 2013 года руководство пражского клуба не стало продлевать контракт с 35-летним чешским опорным хавбеком и предоставило ему возможность искать новый клуб.
В итоге Ярошик вернулся в Испанию, где выступал за «Алавес» в Сегунде.

### Тренерская карьера
Начал работать тренером в молодёжной команде пражской «Спарты» в 2017 году. В основном работал в чешских клубах (за исключением работы в словацком «Ружомбероке» и словенском «Целе»).
22 июня 2023 года возглавил российский клуб «Оренбург», заключив контракт на два года. Уже через два месяца, 22 августа, Иржи покинул клуб. По словам пресс-службы клуба, причиной ухода стали семейные обстоятельства.

## Личная жизнь
Жена Злата, сестра Антона Швеца. Дочери София (род. 29 апреля 2014), Виктория (род. 31 декабря 2016) и Никол (род. 4 сентября 2022).

## Достижения
Командные
«Спарта» (Прага)
- Чемпион Чехии (3): 1996/97, 1999/00, 2000/01

ЦСКА (Москва)
- Чемпион России: 2003
- Обладатель Суперкубка России: 2004

«Челси»
- Чемпион Англии: 2004/05

«Селтик»
- Чемпион Шотландии: 2006/07

Личные
- В списках 33 лучших футболистов чемпионата России (2): № 2 (2003, 2004)
- В рамках премии «Золотая подкова» был награждён «Бронзовой подковой» (2003) и «Серебряной подковой» (2004).